# سان-جرمان-دو-جو
سان-جرمان-دو-جو (بالفرنسية: Saint-Germain-de-Joux)‏ هي بلدية فرنسية تقع في إقليم الآن. رمز إنسي لها هو:1357. أما الرمز البريدي لها فهو: 1130.